# ۱۰۰۰۰۰ (عدد)
۱۰۰۰۰۰ که به صورت صدهزار و یکصدهزار خوانده و نیز نوشته می‌شود یکی از اعداد است.

## ایران
۱۰۰۰۰۰ در زبان فارسی و نیز برخی از دیگر زبانهای ایرانی به صورت صدهزار و یکصدهزار خوانده می‌شود. در فرهنگ ایرانی عدد صدهزار کاربرد دارد و معمولاً برای تأکید بر مقدار یا دفعات زیاد در امری به کار می‌رود. برای مثال عبارت «خدا را صدهزار مرتبه شکر» برای تأکید بر سپاس فراوان از خدا به کار می‌رود.
صد هزار تومان معادل یکصد اسکناس هزار تومانی است. در ایران همچنین ایران چک‌هایی به ارزش یک میلیون ریال یا یکصدهزار تومان رایج است.

## ریاضیات
۱۰۰۰۰۰ یکی از اعداد طبیعی است که بین دو عدد ۹۹۹۹۹ و ۱۰۰۰۰۱ قرار دارد و اولین عدد شش رقمی است.
100000

## کاربردها
فدراسیون بین‌المللی هوانوردی ارتفاع یکصدهزار متر از سطح دریا را مبنای استاندارد برای شروع سفرهای فضایی در نظر گرفته‌است. به این معنی که پروازی که بالاتر از این ارتفاع باشد جزو سفرهای فضایی در نظر گرفته می‌شود و نیاز به تجهیزات و فنون فضانوردی دارد .